# Коржи (Киевская область)
Коржи (укр. Коржі) — село, входит в Барышевскую поселковую общину Броварского района Киевской области Украины. До 2020 года входило в состав Барышевского района.
Население по переписи 2001 года составляло 1480 человек. Почтовый индекс — 07544. Телефонный код — 4576. Занимает площадь 2,18 км².

## География
Возле села протекает река Трубеж.

## Известные люди
- Бийма, Иван Спиридонович — Герой Советского Союза.

## Галерея

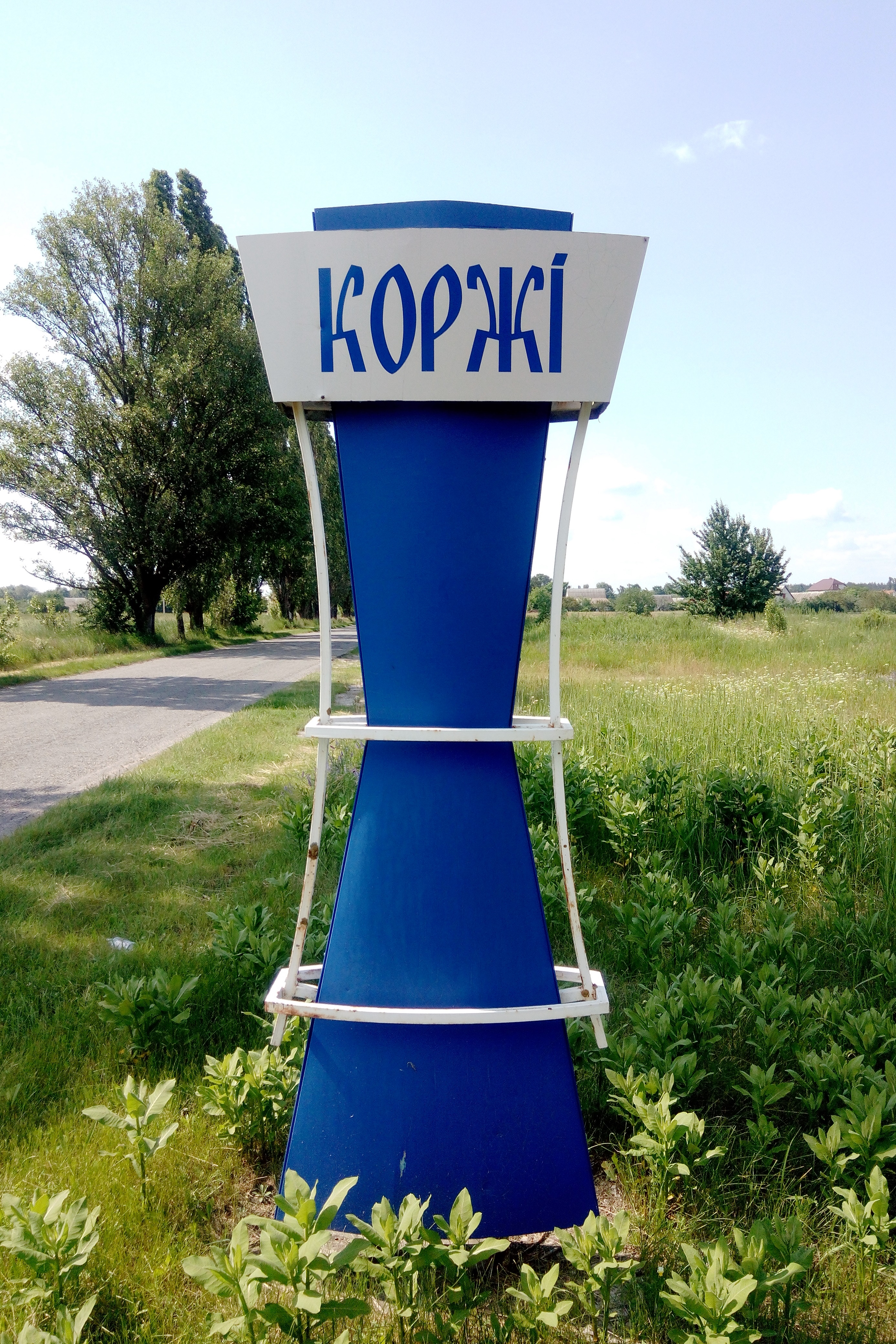
Указатель на въезде в село
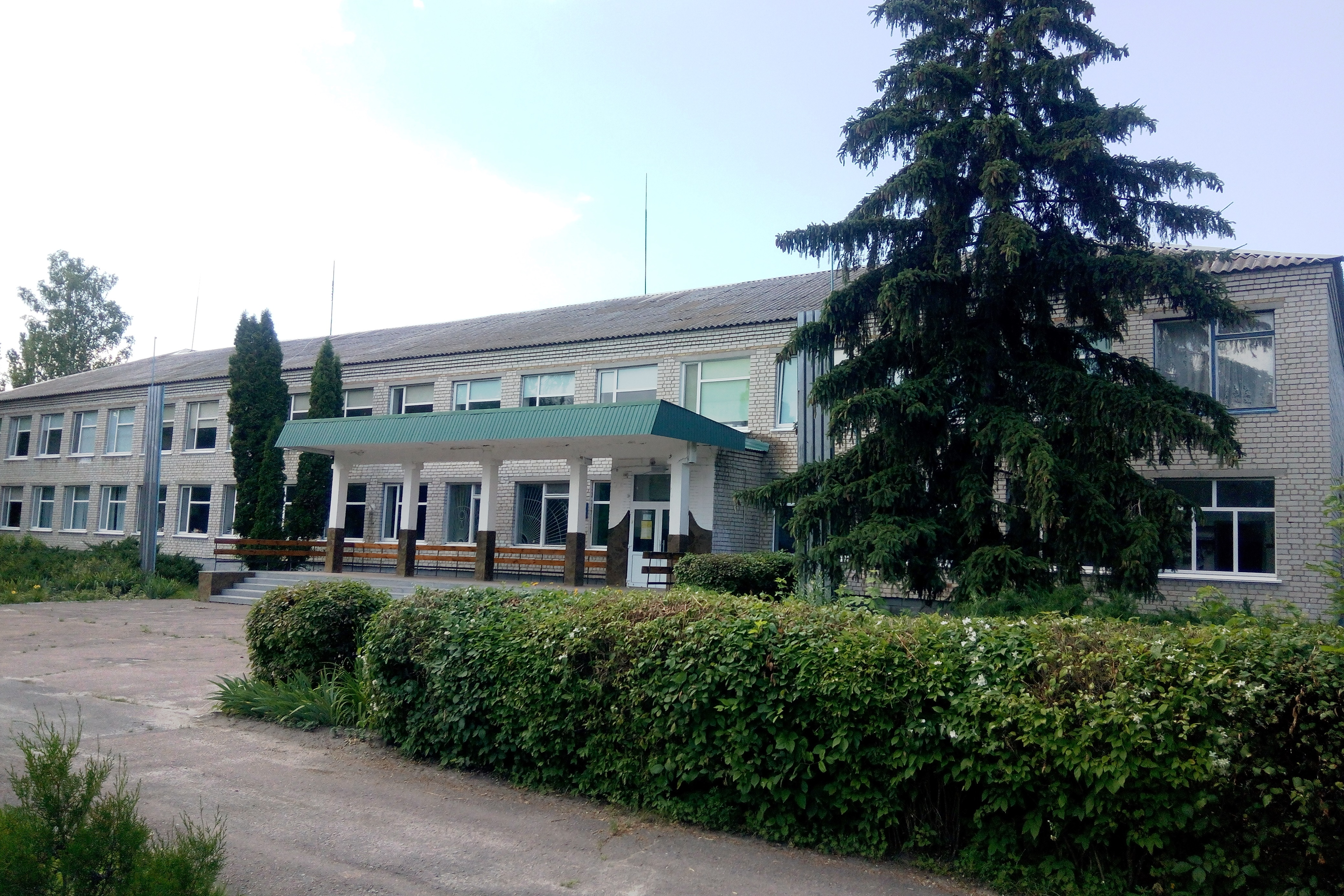
Средняя общеобразовательная школа I-III степени
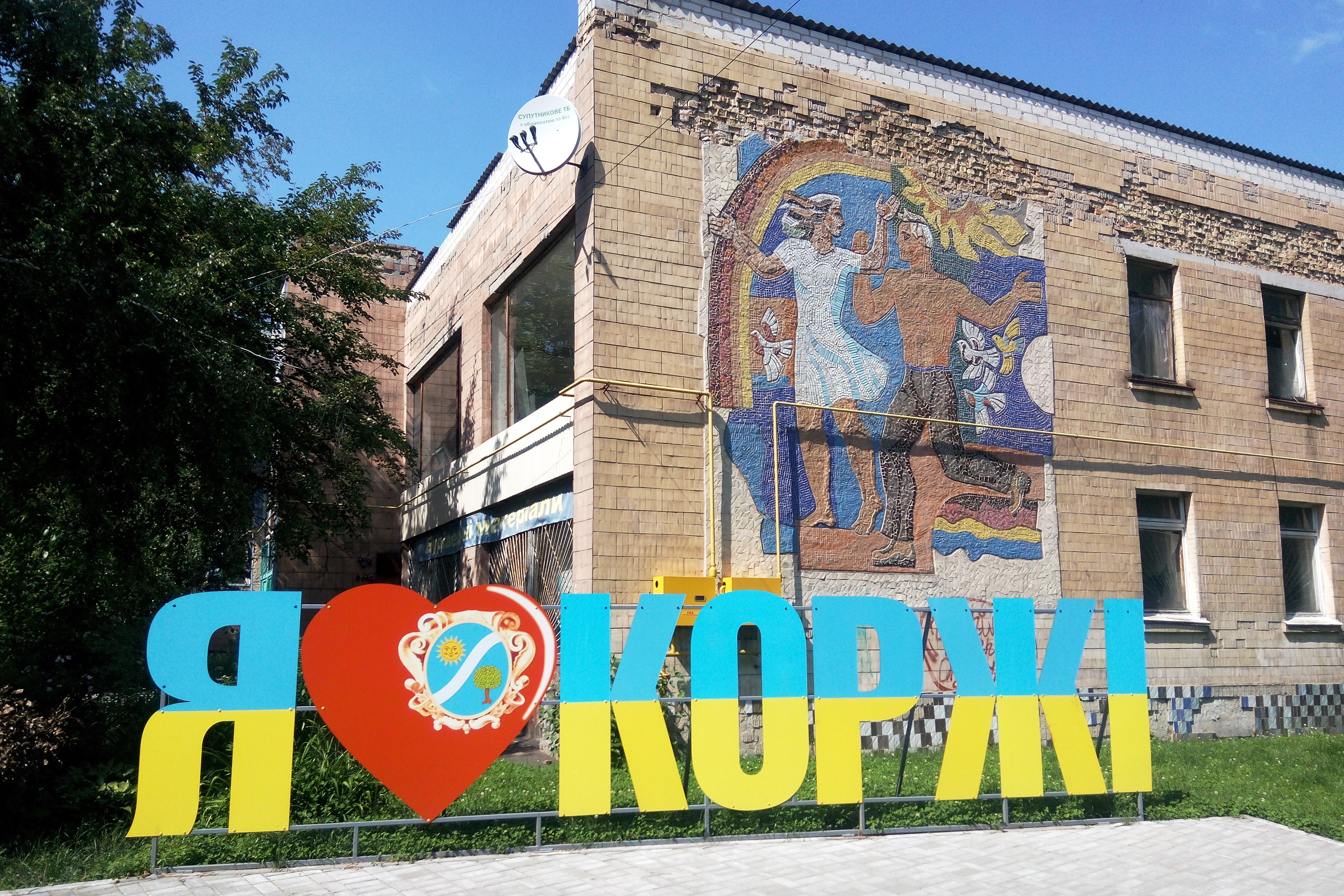
Арт-объект "Я люблю Коржи" на фоне Дома культуры
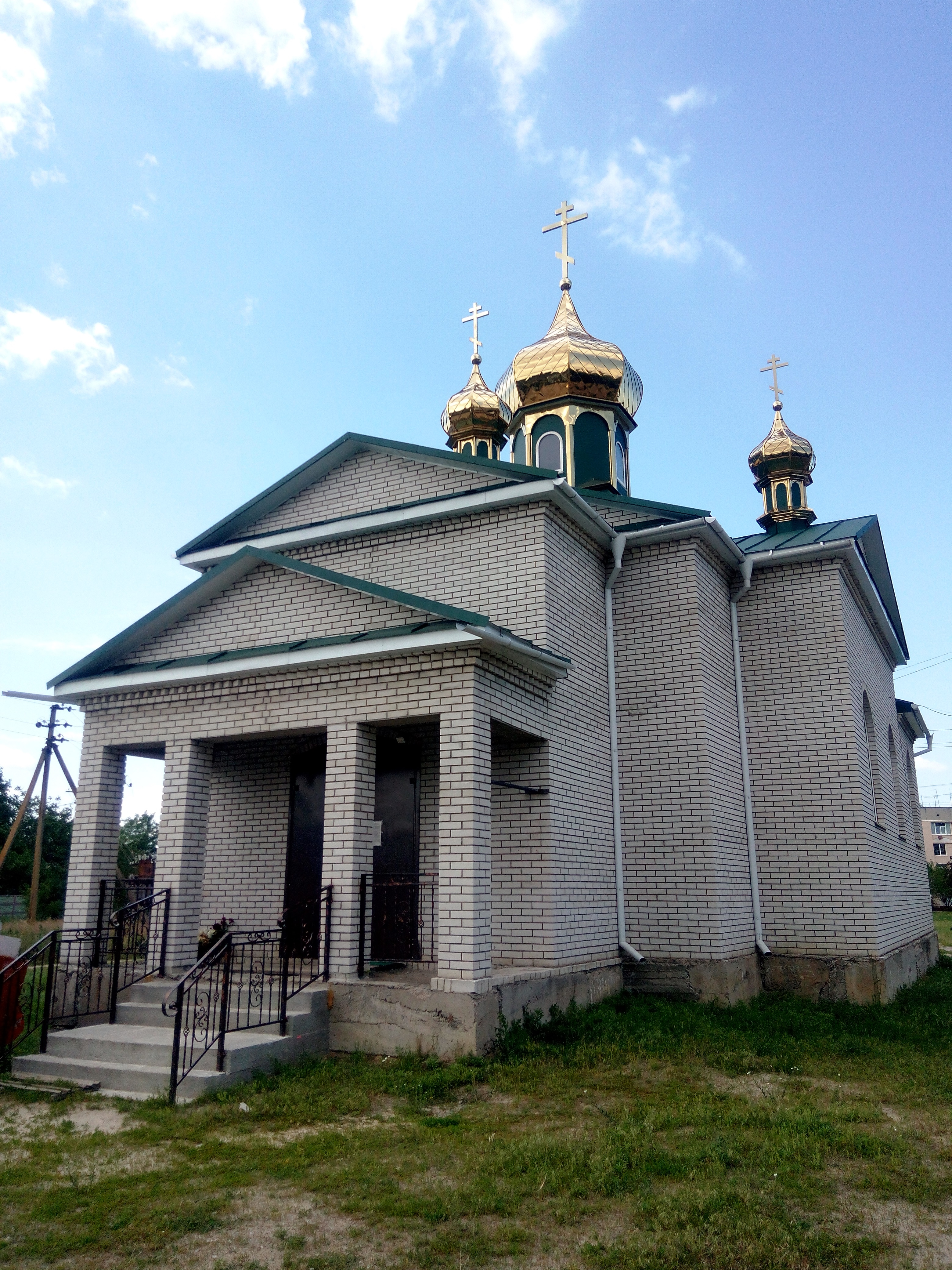
Храм Преображения Господнего в стадии строительства (июнь 2021)
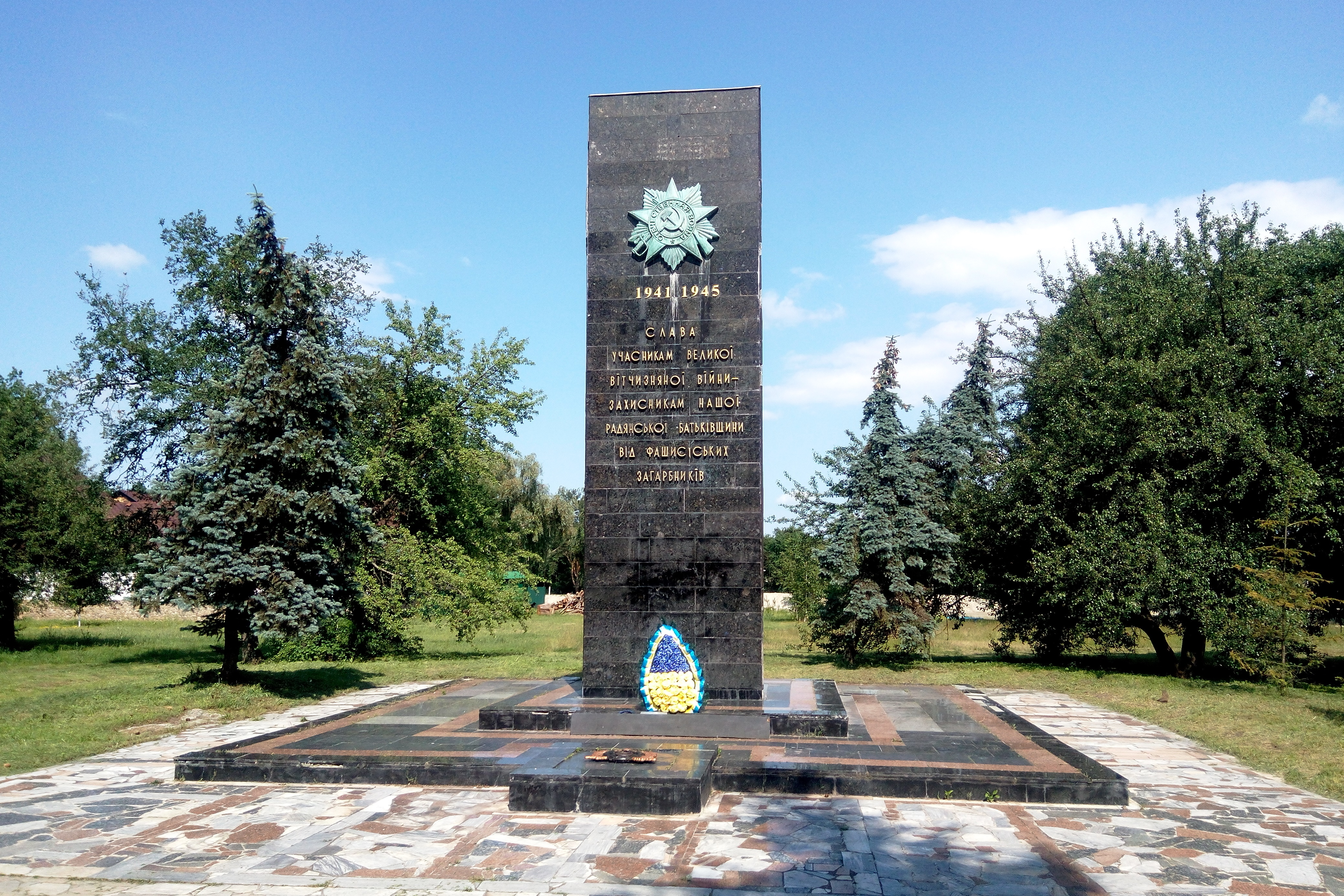
Мемориал погибшим солдатам в годы Великой Отечественной войны